# Futbol Club Sant Cugat Esport
Sant Cugat Futbol Club es un club de fútbol de Cataluña de la ciudad de Sant Cugat del Vallès, Vallés Occidental.

## Historia
El Sant Cugat FC Es fundado en el año 1916. El club vivió sus mejores años en la década de los treinta, llegando a tener más de 200 socios.